# Begonia gungshanensis
Espèce
Begonia gungshanensis est une espèce de plantes de la famille des Begoniaceae.
Elle a été décrite en 1995 par Cheng Yih Wu.

## Répartition géographique
Cette espèce est originaire de République populaire de Chine.

## Étymologie
Son nom d'espèce, composé de gungshan et du suffixe latin -ensis, « qui vit dans, qui habite », lui a été donné en référence au lieu de sa découverte, le nu de Gongshan dans la province du Yunnan.

## Publication originale
- Wu & Ku, 1995 : New Taxa of the Begonia L. (Begoniaceae) from China. Acta Phytotaxonomica Sinica, vol. 33-3, p. 251-280.